# 巴特略之家
巴特羅之家（Casa Batlló），又譯巴特婁之家、巴特羅之家、巴特約之家、巴約之家、巴特尤公寓，是建筑师安东尼·高迪同若热普-玛丽亚·茹若尔合作装修改造的一座建筑。该建筑建于1877年，在1904年到1906年间接受改造。位于加泰羅尼亞巴塞罗那扩展区（Eixample）的格拉西亚大道（Passeig de Gràcia）43号。2005年被扩充入世界遗产安东尼·高迪的建筑作品中。

## 主厅
整幢房子中最为精华的部分是巴特略全家住的地方，即位于一楼的主厅（Piano Nobile）。它有单独的入口和楼梯体现了典型的高迪自然主义风格。高迪设计中独具一格且不可复制的建筑艺术特色，以及原汁原味的现代主义美术与工艺精品，在主厅内随处可见。另外，主厅还通向一个现代主义风格的庭院，占地230平方米，为各类大型活动提供了绝佳的户外空间。
主厅占地730平方米，有内部楼梯通向和。

## 茹若尔房间（Jujol Rooms）
位于巴特罗之家的二楼，有华丽的楼梯通向这座房子裡的其他住宅单间，也有内部楼梯与主厅相连。包含两个现代主义风格的房间，一间朝向庭院，另一间俯看加西亚大街，现已由当代设计师完全復原，并达到了一种特别的效果，使其重新散發出住宅内所特有的华丽光辉与魔幻气息。

## 车房-煤窖（Coach House - Coal Cellar）
现代主义的天窗（claraboia）与其本身的内部高度，使自然光能透进这一两层楼高的空间。从加西亚大街上，可以通过单独的入口进入这里，因而十分适合举办大型庆典或是其他活动。入口正面有12米宽，这使其成为了一处商业用途广泛的场所，比如可举行展览、陈列或其它集会。
就更为个人的庆祝活动而言，这里不仅仅可为大型招待会或节日晚宴提供场所，下层著名的更是举行派对的好地方。
内部空间宽敞，总面积达1100平方米，可同时容纳600人。这里还配备有一些特殊活动所需的设施，且也有内部楼梯通往住宅内的其它地方。

## 阁楼、屋顶和烟囱
阁楼在整修一新后向公众开放，以纪念巴特罗之家建成一百周年。同时开放的还有烟囱和别具一格的屋顶。前者可以说是高迪最受人喜爱的设计了；而在屋顶的露台上则能从一种独一无二的角度俯瞰巴塞罗那。这些都是原汁原味、令人着迷的典型高迪杰作。高迪在这里似乎营造了一个属于童话中的世界，自然以一种全新的方式展现在人们眼前，四大元素（The Four Elements）成为了舞台上的主角，想象得以自由驰骋。
一百年来首次对公众开放，这一非凡建筑的每一个角落都能给人惊喜。比如：有如胸腔一般的华丽拱顶、神奇的烟囱、以及屋顶上著名的三维十字架等。
巴特罗之家有两个阁楼开放。位于楼顶的「龙腹」（The Dragon's Belly）中，高迪使用了其精巧的{Tsl|en|Catenary arch|懸鏈拱}}。而「火的空间」（The Fire Space），则是由当代建筑师英葛·摩利尔设计的，是一个灯光与视觉的奇幻空间。其余各处仿佛真实的童话，愉快而怀旧，散发着巴塞罗那浓郁的现代主义生活气息。在这里，成人与孩童一样都会浮想联翩。烟囱在晚上会亮起灯光。在屋顶400m2的露台上，可以享受地中海式的户外生活和巴塞罗那的怡人气候。

## 图片
- 正面
- 正面
- 正面特写
- 夜晚的正面
- 正面与屋顶
- 屋顶特写
- 烟囱
- 屋顶特写
- 房间
- 灯饰
- 壁炉